# 대니 구
대니 구(구교현, 1991년 8월 23일 ~)는 미국 국적의 바이올리니스트이다. 

## 학력
- 뉴잉글랜드음악원 학사
- 뉴잉글랜드음악원 대학원 석사

## 방송
- 예술아 놀자 (2019)
- 스윗랑데부 (2020 ~)
- 슈퍼밴드2 (2021) - Top40(37위)
- TV 예술무대 (2022 ~) - 진행
- 나혼자산다 (2024 ~) - 출연자
- 라디오스타 (2024 ~) - 게스트

## 음반
- 바이올리니스트 대니 구 'Danny Boy' (2018)
- 더 박스 THE BOX OST (2021)
- 김재중 : 온 더 로드 (ON THE ROAD an artist's journey) (2021)
- 슈퍼밴드2 - Episode.9 (2021)
- 슈퍼밴드2 - Episode.11 (2021)
- HOME (2022)
- CONNECTED (2022)

## 작사/작곡
- 대니 구 <Will You Be My Home> (2022)